# Danziger Werft
Danziger Werft était une entreprise de construction navale située dans la ville libre de Dantzig. Elle est créée en 1921 à partir des cendres de la Kaiserliche Werft Danzig disparue en 1919. 
En 1940, à la suite de l'invasion allemande, le chantier est saisi, renommé Danziger Werft AG et utilisé pour la construction d'U-Boote de Type VII. 
À la fin de la Seconde Guerre mondiale, les Soviétiques démantèlent partiellement le chantier avant que les Polonais ne le fusionnent avec le Schichau-Werke pour former les chantiers navals de Gdańsk.